# Maruina doncella
Maruina doncella är en tvåvingeart som beskrevs av Charles L. Hogue 1973. Maruina doncella ingår i släktet Maruina och familjen fjärilsmyggor. Inga underarter finns listade i Catalogue of Life.